# 무함마드 라힘 2세
무함마드 라힘 2세(러시아어: Мухаммад Рахим-хан II, 1845년 ~ 1910년)은 우즈베크족의 11번째 통치자이자 1864년부터 1910년까지 히바 칸국 온기라트 왕조의 칸이다.

## 일생
1845년 태어난 무함마드 라힘은 1864년 히바 칸국의 칸이자 아버지였던 사이드 무함마드 칸이 사망한 이후 그를 이어서 히바 칸국의 칸으로 즉위했다. 그는 젊은 시절에 히바 칸국의 아랍 마드라사흐 무함마드에게 칸이 되기 위한 통치자 교육을 받았다. 그의 교사 중 하나는 눈에 띄는 사람 중 한명은 우즈베크족의 시인이자 역사학자인 무함마드 리자 아가키였다.
무함마드 라힘 2세 칸이 통치하는 동안 히바 칸국은 러시아, 오스만 제국, 이란, 아프가니스탄 등과 외교관계를 유지했다. 그는 최후의 독립된 화레즘의 통치자였다. 1873년 러시아의 히바 침공 당시 저항했지만 결국에 조약을 맺고 러시아의 보호국이 되었다.1880년대부터는 러시아 제국 내 자디드(Jadid)들이 벌이던 자디드 운동을 히바 칸국은 탐탁치 않게 보며 탄압했는데 이에 대해선 자디드 운동에 대한 탄압을 하고있었던 무함마드 라힘 2세 칸이 그의 관할 영토 내에서 학교나 전기 및 전화 시설 등이 도입되는 것을 방해한 사실 등이 이를 방증해준다. 1896년에는 육군 중장이 되었으며, 1904년에는 기병대 장군이 되었다. 러시아의 차르 니콜라이 2세는 라힘 2세에게 "고요한"이라는 이름을 붙어주었다.

## 문화 정책
무함마드 라힘 2세는 유명한 계몽군주이자 시인, 작곡가였다. 그는 필명으로 피르츠라는 이름으로 시를 썼다. 그는 우즈베크어로 여러 유명한 문학 및 과학 작품을 작성했다. 히바 칸국을 라힘 2세가 통치하는 동안 새로운 마드라사 및 사원을 건축했다. 마드라사 중 하나에는 자신의 이름을 따서 무함마드 라힘 2세 마드라사라는 마드라사가 건축되었다. 2년동안 그는 화레즘의 역사가 아가키에게 화레즘에 대한 역사서를 쓰도록 했다. 또한, 화레즘의 유명한 작곡가, 서예가, 화가인 카밀 카와이지미(1825년 ~ 1899년)도 등용했다. 또한, 라힘 2세의 지원 아래 아타잔 압둘이 인쇄술을 도입하기도 했다.
1910년 무함마드 라힘 2세 칸이 사망한 이후 그의 아들인 아스판디야로프 칸이 히바 칸국의 칸이 되었다.

## 참고 문헌
- (러시아어) Гуломов Х. Г., Дипломатические отношения государств Средней Азии с Россией в XVIII — первой половине XIX века. Ташкент, 2005
- (러시아어) Гулямов Я. Г., История орошения Хорезма с древнейших времен до наших дней. Ташкент. 1957
- (러시아어) История Узбекистана. Т.3. Т.,1993.
- (러시아어) История Узбекистана в источниках. Составитель Б. В. Лунин. Ташкент, 1990
- (러시아어) История Хорезма. Под редакцией И. М. Муминова. Ташкент, 1976

| 전임 사이드 무함마드 칸 | 제53대 히바 칸국의 칸 1864년 ~ 1910년 | 후임 아스판디야로프 칸 |